# Olivier Rochus
Olivier Laurent Pierre Rochus (* 18. Januar 1981 in Namur) ist ein ehemaliger belgischer Tennisspieler. Sein älterer Bruder Christophe Rochus war ebenfalls Tennisspieler.

## Karriere
Nachdem Olivier Rochus in der Saison 1999 seine Profikarriere begonnen hatte, gelang ihm 2000 sein internationaler Durchbruch. Er feierte seinen ersten Titelgewinn auf der ATP-Serie im International Series-Turnier von Palermo. Darüber hinaus stand er in Auckland und in Kopenhagen im Finale und wurde zum ATP Newcomer des Jahres gewählt.
Seinen größten Erfolg feierte er allerdings in der Saison 2004. Er besiegte im Finale der French Open an der Seite seines Landsmanns Xavier Malisse das französische Doppel bestehend aus Fabrice Santoro und Michaël Llodra. Sie waren damit die ersten Belgier, die in der Open Era ein Grand-Slam-Finale erreichten.
Mit Malisse gelang ihm 2005 ein weiterer Doppelerfolg in Adelaide. Im gleichen Jahr erreichte er seine bisherige Höchstplatzierung in der Tennis-Weltrangliste mit dem 24. Rang am 17. Oktober.
2006 verbuchte Rochus wieder einen Einzelturnier-Sieg für sich. Er gewann die BMW Open in München, in dem er im ersten rein belgischen Finale auf der ATP-Tour seinen Landsmann Kristof Vliegen mit 6:4, 6:2 schlug.
Erst wieder im Juli 2010 erreichte Rochus ein ATP-Finale. In diesem unterlag er jedoch Mardy Fish in drei Sätzen mit 7:5, 3:6 und 4:6.
Am 22. September gab Rochus seinen Rücktritt vom Profitennis nach dem Challenger Ethias Trophy 2014 in Mons bekannt.
Seitdem fungiert er u. a. als Trainer, zum Beispiel von Arthur De Greef.

## Erfolge
| Legende (Anzahl der Siege)                       |
| Grand Slam (1)                                   |
| Tennis Masters Cup ATP World Tour Finals         |
| ATP Masters Series ATP World Tour Masters 1000   |
| ATP International Series Gold ATP World Tour 500 |
| ATP International Series ATP World Tour 250 (3)  |
| ATP Challenger Tour (8)                          |

| ATP-Titel nach Belag |
| Hartplatz (1)        |
| Sand (3)             |
| Rasen (0)            |

### Einzel

#### Turniersiege

##### ATP World Tour
| Nr. | Datum           | Turnier | Belag | Finalgegner     | Ergebnis |
| --- | --------------- | ------- | ----- | --------------- | -------- |
| 1.  | 1. Oktober 2000 | Palermo | Sand  | Diego Nargiso   | 7:6, 6:1 |
| 2.  | 7. Mai 2006     | München | Sand  | Kristof Vliegen | 6:4, 6:2 |

##### ATP Challenger Tour
| Nr. | Datum              | Turnier     | Belag         | Finalgegner            | Ergebnis      |
| --- | ------------------ | ----------- | ------------- | ---------------------- | ------------- |
| 1.  | 16. Juli 2000      | Ostende     | Sand          | Johan van Herck        | 6:4, 6:4      |
| 2.  | 3. November 2001   | Bolton      | Hartplatz (i) | Dennis van Scheppingen | 6:4, 7:63     |
| 3.  | 9. Oktober 2005    | Mons        | Hartplatz (i) | Xavier Malisse         | 6:2, 6:0      |
| 4.  | 17. September 2006 | Orléans (1) | Hartplatz (i) | Michaël Llodra         | 7:60, 7:66    |
| 5.  | 16. September 2007 | Orléans (2) | Hartplatz (i) | Nicolas Mahut          | 6:4, 6:4      |
| 6.  | 19. Juli 2009      | Manchester  | Rasen         | Igor Sijsling          | 6:3, 4:6, 6:2 |
| 7.  | 19. März 2011      | Le Gosier   | Hartplatz     | Stéphane Robert        | 6:2, 6:3      |

#### Finalteilnahmen
| Nr. | Datum              | Turnier        | Belag         | Finalgegner       | Ergebnis      |
| --- | ------------------ | -------------- | ------------- | ----------------- | ------------- |
| 1.  | 17. Februar 2002   | Kopenhagen (1) | Hartplatz (i) | Lars Burgsmüller  | 3:6, 3:6      |
| 2.  | 9. März 2003       | Kopenhagen (2) | Hartplatz (i) | Karol Kučera      | 6:7, 4:6      |
| 3.  | 21. Januar 2005    | Auckland (1)   | Hartplatz     | Fernando González | 4:6, 2:6      |
| 4.  | 30. September 2007 | Mumbai         | Hartplatz     | Richard Gasquet   | 3:6, 4:6      |
| 5.  | 25. Oktober 2009   | Stockholm      | Hartplatz (i) | Marcos Baghdatis  | 1:6, 5:7      |
| 6.  | 11. Juli 2010      | Newport (1)    | Rasen         | Mardy Fish        | 7:5, 3:6, 4:6 |
| 7.  | 10. Juli 2011      | Newport (2)    | Rasen         | John Isner        | 3:6, 6:76     |
| 8.  | 14. Januar 2012    | Auckland (2)   | Hartplatz     | David Ferrer      | 3:6, 4:6      |

### Doppel

#### Turniersiege

##### ATP World Tour
| Nr. | Datum           | Turnier     | Belag     | Partner        | Finalgegner                    | Ergebnis |
| --- | --------------- | ----------- | --------- | -------------- | ------------------------------ | -------- |
| 1.  | 6. Juni 2004    | French Open | Sand      | Xavier Malisse | Michaël Llodra Fabrice Santoro | 7:5, 7:5 |
| 2.  | 15. Januar 2005 | Adelaide    | Hartplatz | Xavier Malisse | Simon Aspelin Todd Perry       | 7:6, 6:4 |

##### ATP Challenger Tour
| Nr. | Datum       | Turnier | Belag | Partner      | Finalgegner                       | Ergebnis |
| --- | ----------- | ------- | ----- | ------------ | --------------------------------- | -------- |
| 1.  | 4. Mai 2013 | Ostrava | Sand  | Steve Darcis | Tomasz Bednarek Mateusz Kowalczyk | 7:5, 7:5 |

#### Finalteilnahmen
| Nr. | Datum           | Turnier       | Belag         | Partner           | Finalgegner                      | Ergebnis         |
| --- | --------------- | ------------- | ------------- | ----------------- | -------------------------------- | ---------------- |
| 1.  | 31. Juli 2005   | Kitzbühel (1) | Sand          | Christophe Rochus | Leoš Friedl Andrei Pavel         | 2:6, 7:6, 0:6    |
| 2.  | 2. Januar 2006  | Doha          | Hartplatz     | Christophe Rochus | Jonas Björkman Maks Mirny        | 2:6, 6:3, [8:10] |
| 3.  | 9. Oktober 2006 | Stockholm     | Hartplatz     | Kristof Vliegen   | Paul Hanley Kevin Ullyett        | 6:72, 4:6        |
| 4.  | 20. Juli 2008   | Kitzbühel (2) | Sand          | Lucas Arnold Ker  | Jamie Cerretani Victor Hănescu   | 3:6, 5:7         |
| 5.  | 7. Februar 2010 | Zagreb        | Hartplatz (i) | Arnaud Clément    | Jürgen Melzer Philipp Petzschner | 6:3, 3:6, [8:10] |

## Grand-Slam-Bilanz Einzel
| Turnier         | 2013 | 2012 | 2011 | 2010 | 2009 | 2008 | 2007 | 2006 | 2005 | 2004 | 2003 | 2002 | 2001 | 2000 |
| --------------- | ---- | ---- | ---- | ---- | ---- | ---- | ---- | ---- | ---- | ---- | ---- | ---- | ---- | ---- |
| Australian Open | 1    | 2    | -    | 1    | -    | 1    | 2    | 2    | AF   | 1    | 2    | 1    | 1    | -    |
| French Open     | -    | 1    | 1    | 2    | -    | 1    | 1    | 3    | 2    | 1    | 1    | 2    | 3    | -    |
| Wimbledon       | 1    | 1    | 2    | 1    | -    | 2    | 1    | 3    | 2    | 1    | AF   | 3    | 2    | 3    |
| US Open         | -    | 1    | 1    | 1    | 2    | 1    | 1    | 3    | 3    | AF   | 1    | 1    | 1    | 1    |

AF = Achtelfinale
VF = Viertelfinale
HF = Halbfinale
F = Finale
S = Sieg
Ziffer = Vorrunde